# Ectabola laxata
Ectabola laxata är en fjärilsart som beskrevs av László Anthony Gozmány. Ectabola laxata ingår i släktet Ectabola och familjen äkta malar. Inga underarter finns listade i Catalogue of Life.